# خواجة (تركستان)

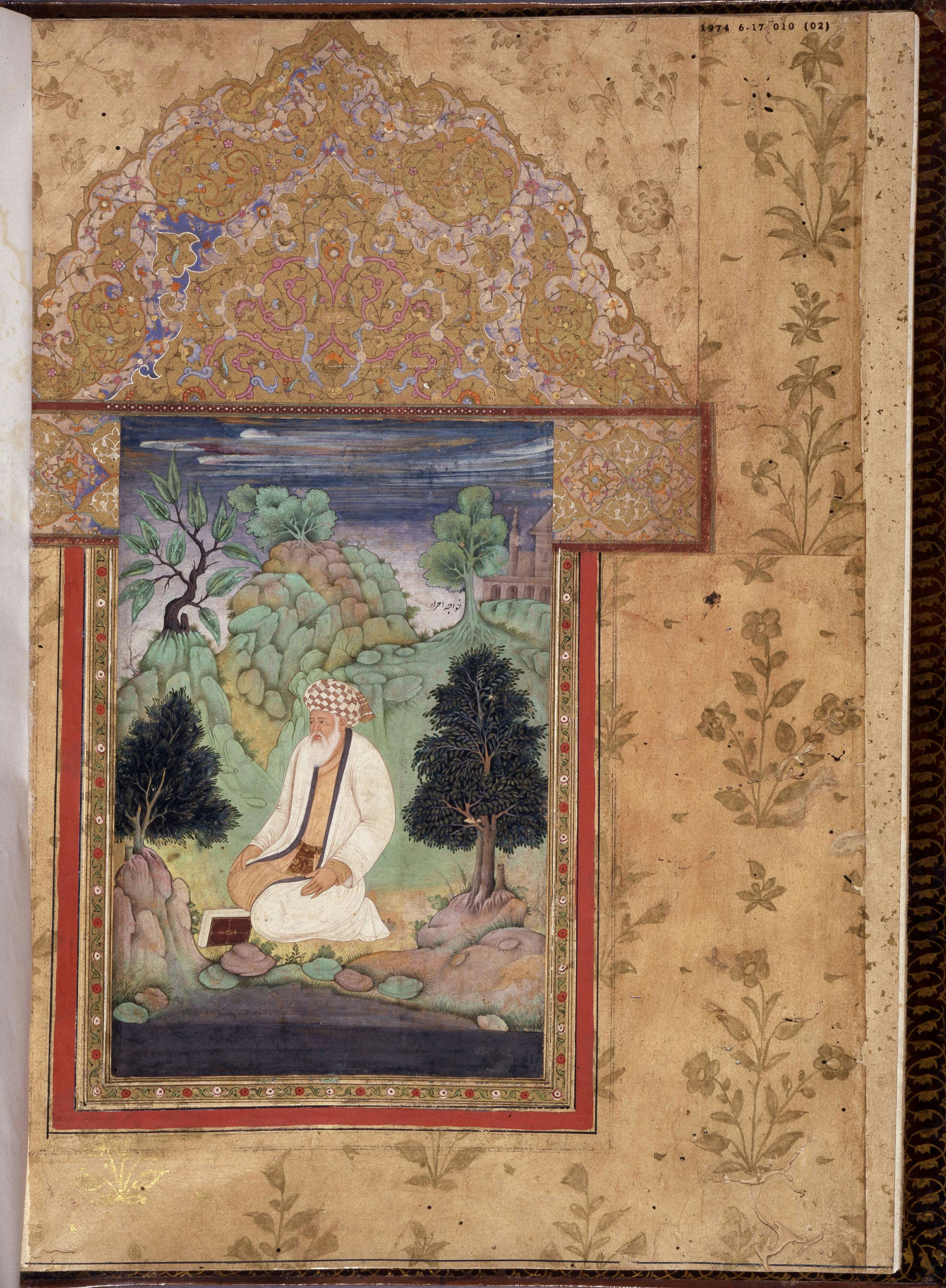
الشيخ خواجة أحرار (سيد الأحرار)

خوجة أو خواجة (القازاقية: қожа; القرغيزية: кожо; الأويغورية: خوجا; الفارسية: خواجه; الطاجيكية: хӯҷа; الأوزبكية: xo'ja; (بالصينية: 和卓؛ البينيين: hézhuó))، وهي كلمة فارسية تعني حرفيًا "سيد" أو "رب" (مثل رب البيت)، كانت تُستخدم في آسيا الوسطى كلقب لأحفاد معلم الصوفية النقشبندية الشهير في آسيا الوسطى، أحمد الكاساني (1461-1542 م) مع آخرين في السلالة الفكرية النقشبندية قبل بهاء الدين نقشبند. كانت الشخصية الدينية الأقوى في أواخر العصر التيموري هو النقشبندي الشيخ خواجة أحرار. غالبًا ما كان الحكام المغول يعينون الخواجة في منطقة ألتيشهر أو منطقة حوض تاريم الحالية في سنجان (بلد الإيغور) الذي يقع اليوم في الصين.
كان خواجة ألتيشهر يزعمون أنهم سادة (من نسل النبي محمد) وما زالوا يعتبرون كذلك من إخوان ألتيشهر. على الرغم من أن أحمد الكاساني نفسه، المعروف باسم مخدوم أعظم أو "المعلم الأعظم" بين أتباعه، لم يزر ألتيشهر (حوض تاريم اليوم)، فإن العديد من أحفاده، المعروفين باسم مخدوم زاده ويحملون لقب خواجة لعبوا أدوارًا مهمة في سياسة المنطقة من القرن السابع عشر إلى القرن التاسع عشر.
عند وفاة أحمد الكاساني، حدث انقسام بين الخواجة مما أدى إلى أن يصبح أحد الطرفين تابعًا لابن المخدوم الأكبر خوجا محمد أمين المعروف باسم إيشان كالان بينما يتبع الطرف الآخر ابنه الأصغر خوجا محمد إسحاق والي. ويبدو أن أتباع إيشان كالان قد اكتسبوا اسم آق تغلب أو المتسلقين البيض واسم إسحاق قره تغلب أو المتسلقين السود، ولكن هذه الأسماء لم تكن تشير إلى المناطق التي يعيش فيها أتباعهم. وكان جميعهم من سكان الأراضي المنخفضة ومدن تركستان الشرقية، ولكن كل قسم منهم تحالف مع القرغيز في الجبال المجاورة، ودعمهم على ما يبدو في معاركهم الداخلية. كانت القبائل القيرغيزية في سلسلة جبال تيان شان الغربية الواقعة إلى الشمال من كاشغر تُعرف باسم المتسلقين البيض، وكانت القبائل القيرغيزية في بامير وكاراكورام وكونلون تُعرف باسم المتسلقين السود، وكانت ياركاند هي المدينة الرئيسة ذات النفوذ، لدرجة أن الخواجة تولوا تسميات حلفائهم القيرغيز.
وقد كتب السيد صادق كاشغري كتابًا بعنوان تذكرة الخواجة باللغة الجغتائية.

## طالع أيضًا
- خواجة
- جهانجير خوجة
- خواجة أحمد ياساوي (شيخ صوفي كان يحظى بتقدير كبير بين الشعوب التركية في آسيا الوسطى)
- تركستان أو ياسي، مسقط رأس يسوي، في كازاخستان الحالية
- خوجة نصر الدين
- غزو الزونغار لمدينة ألتيشهر
- حرب آفاقي خوجة المقدسة
- محظية عطرة

## الأدب
- كيم هودونغ، "الحرب المقدسة في الصين: التمرد الإسلامي والدولة في آسيا الوسطى الصينية، 1864-1877". مطبعة جامعة ستانفورد (مارس 2004). . (النص القابل للبحث متاح على Amazon.com)
- جلادني، درو . "الحركة السلفية في شمال غرب الصين: الأصولية الإسلامية بين المسلمين الصينيين؟" نُشر أصلاً في "التنوع الإسلامي: الإسلام المحلي في سياقات عالمية". ليف مانجر، محرر سري: كيرزون برس. المعهد النوردي للدراسات الآسيوية، رقم 26. ص. 102–149.
- أحمد كاساني

[usurped] في الموسوعة الإيرانية (يتطلب عرضها خطوطًا خاصة)
- عظيم مالكوف، أنظمة القرابة لجماعات زوجا في جنوب كازاخستان في أنثروبولوجيا الشرق الأوسط، المجلد 12، العدد 2، شتاء 2017، ص 78-91
- عظيم مالكوف، الأنساب المقدسة في آسيا الوسطى: الترانزيت والهوية في التنقلات والحدود وأفكار السفر: إعادة التفكير في الترانزيت خارج آسيا الوسطى والقوقاز، تحرير مانجا ستيفان إمريش وفيليب شرودر (كامبريدج: دار نشر الكتاب المفتوح)، 2018، ص 11. 121–150
- عظيم مالكوف، خوجا في كازاخستان: تحولات الهوية في معهد ماكس بلانك لعلم الإنسان الاجتماعي قسم "التكامل والصراع" ملاحظات ميدانية ومشاريع بحثية VI CASCA - مركز الدراسات الأنثروبولوجية في آسيا الوسطى: تأطير البحث والمشاريع الأولية. المحررون :غونتر شلي. هالي/سالي، 2013، ص. 101–107